# قرار مجلس الأمن التابع للأمم المتحدة رقم 46
قرار مجلس الأمن التابع للأمم المتحدة رقم 46، الذي اعتمد في 17 أبريل 1948، بعد الإشارة إلى أهداف قرار مجلس الأمن التابع للأمم المتحدة رقم 43 ومشيرًا إلى أن المملكة المتحدة لا تزال الدولة المتندبة المكلفة بالأراضي الفلسطينية، فإنها مسؤولة عن إنهاء النزاع هناك، وأن كل عضو من أعضاء المجلس مطلوب منه المساعدة في تحقيق هذا السلام.
ومع مراعاة ذلك، دعا اللجنة العربية العليا و‌الوكالة اليهودية إلى وقف جميع أعمال العنف على الفور، ووقف المقاتلين الأجانب عن دخول الإقليم، ووقف استيراد الأسلحة، والامتناع عن أي نشاط سياسي مباشر قد يضر فيما بعد بحقوق أو مطالبات أي مجتمع، والتعاون مع السلطات البريطانية والامتناع عن أي أعمال قد تهدد سلامة أي من الأماكن المقدسة في الإقليم. ودعا القرار كذلك جميع بلدان المنطقة إلى التعاون بأي شكل من السبل، ولا سيما إنفاذ حركة المقاتلين أو الأسلحة إلى الإقليم.
وقد اعتمد القرار بأغلبية تسعة أصوات مقابل لا شيء، مع امتناع جمهورية أوكرانيا السوفيتية الاشتراكية و‌الاتحاد السوفيتي عن التصويت.